# 加勒比傑氏線紋魚
加勒比傑氏線紋魚，為輻鰭魚綱鱸形目鱸亞目鮨科的其中一種，分布於加勒比海西部海域，棲息深度約165公尺，體長可達4.1公分，為底棲性魚類，屬肉食性，生活習性不明。